# Torres del Poeta
Torres del Poeta es un condominio ubicado en ciudad de La Paz, Bolivia. Cuenta en total con 4 torres, 2 torres empresariales y 2 torres de departamentos, entre las que se encuentra el que fuera el edificio más alto de Bolivia, de 36 pisos y 178 metros de altura, superado en 2022 por los 180.4 metros de Green Tower.
Este complejo cuenta con estacionamientos y un centro comercial denominado Las Torres Mall, que fue inaugurado del 24 de mayo de 2018.
A la entrada del complejo se encuentra la casa Goitia, una vivienda patrimonial que forma parte del Conjunto Patrimonial Plaza Isabel La Católica.